# José Ramón López de los Mozos
José Ramón López de los Mozos (Guadalajara, 3 de febrero de 1951-Ib.,15 de marzo de 2018) fue escritor, historiador y etnógrafo español. Sus trabajos sobre folclore y etimología le hacen ser un autor referente en estos campos, especialmente, en lo que a la provincia de Guadalajara se refiere.

## Biografía
Fue el creador, a la vez de organizador y primer director de la Biblioteca de Investigadores Alcarreños. Fue autor de numerosos estudios sobre la historia, cultura y folclore de la provincia de Guadalajara, destacando también sus estudios sobre la Guerra de la Independencia Española.
Fue el creador, y director, de los Cuadernos de Etnología de Guadalajara, publicación clave en lo que al estudio de las tradiciones de la zona se refiere.
Junto a José Antonio Ranz Yubero, ha estudiado la toponimia de numerosos enclaves de Guadalajara.
Era colaborador habitual de la Revista de Folklore y de la revista de historia de la provincia de Guadalajara, Wad-al-Hayara. También fue colaborador en el diario Nueva Alcarria.
Formó parte del consejo de redacción de Anales Seguntinos, revista del Centro de Estudios Seguntinos de la Asociación Cultural 'El Doncel' de Amigos de Sigüenza. Ha sido conferenciante en las diferentes ediciones de Encuentro de historiadores del Valle del Henares.
El 19 de octubre de 2016 recibió su nombramiento como Socio de Honor de la Biblioteca de Castilla-La Mancha.
Falleció en Guadalajara el 15 de marzo de 2018 a los 67 años tras una larga enfermedad.

## Obras

### Libros
- Ranz Yubero, López de los Mozos, Remartínez Maestro. Despoblados de la provincia de Guadalajara. Obra Social de Caja Guadalajara.

- López de los Mozos, José Ramón (2005). Guadalajara, fiesta y tradición. Edición de Nueva Alcarria.

- López de los Mozos, José Ramón (2000). Fiestas Tradicionales de Guadalajara. Ediciones Aache.
- Edición y estudio previo preliminar en: Pareja Serrada, Antonio (2015). Leyendas y tradiciones alcarreñas. Ediciones Aache.[3]

### Artículos
- Toponimia menor de Guadalajara: Luzaga Archivado el 5 de marzo de 2016 en Wayback Machine. (pdf). Junto con José Antonio Ranz Yubero. Wad-al-hayara: Revista de estudios de Guadalajara. ISSN 0214-7092, N.º 33-34, 2006-2007, pags: 345-366

- "Contestaciones de los pueblos de Guadalajara (España) al Interrogatorio de la Comisión de Monumentos Históricos y Artísticos (1844): cementerios y camposantos", en Suplemento n.º 3 a O arqueólogo Portugês. Actas do VIII Congresso Internacional de Estelas Funerárias. Museu Nacional de Arqueologia. 16, 17, 18 Maio de 2005, Lisboa 2006, pp. 331-343.

- El proceso entre Molina y su tierra y la ciudad de Albarracín sobre la mojonera de Sierra Molina: toponimia menor del patil de sierra. Rehalda: Revista del Centro de Estudios de la Comunidad de Albarracín, ISSN 1699-6747, N.º. 3, 2006, pags. 19-29.

- Topónimos que figuran en el deslinde de los términos de Zorita de los Canes, Albalate de Zorita, Almonacid de Zorita y el común de Zorita en el pleito sobre el término de Cabeza Gorda (1955), Sautuola: Revista del Instituto de Prehistoria y Arqueología Sautuola, ISSN 1133-2166, N.º 11, 2005, pags. 379-384.

- La estela y la muerte, José Ramón López de los Mozos, Actas del VII Congreso Internacional de Estelas Funerarias : Santander, 24-26 de octubre de 2002, Vol. 1, 1979, ISBN 84-95516-82-9, pags. 33-72.

- Breves notas de toponimia a propósito de Urueña (Valladolid), José Antonio Ranz Yubero, José Ramón López de los Mozos, Revista de folklore, ISSN 0211-1810, N.º 249, 2001, pags. 98-99.

- Sobre los topónimos del Tratado de avenencia y compromiso entre Chinchilla y Hellín de 1399, José Antonio Ranz Yubero, José Ramón López de los Mozos, Paisajes de la cultura escrita / coord. por Carlos Sáez Sánchez, 2001, ISBN 84-8138-440-2, pags. 7-29.

- Estudio de algunos topónimos contenidos en la colección diplomática del Monasterio de Nuestra Señora de Valparaíso (Zamora), José Ramón López de los Mozos, José Antonio Ranz Yubero, Anuario del Instituto de Estudios Zamoranos Florián de Ocampo, ISSN 0213-8212, N.º 16, 1999, pags. 433-452.

- Toponimia cidiana en Guadalajara, José Ramón López de los Mozos, José Antonio Ranz Yubero, Wad-al-Hayara: Revista de estudios de Guadalajara, ISSN 0214-7092, N.º. 25, 1998, pags. 431-438.

- “La Fiesta de San Blas en Albalate de Zorita”. José Ramón López de los Mozos. 1994.

- “Folclore Tradicional de Guadalajara”. José Ramón López de los Mozos. Diputación Provincial de Guadalajara. 1986.

- Índice de los libros contenidos en el archivo parroquial de Casas Ibáñez; José Ramón López de los Mozos, Al-Basit: Revista de estudios albacetenses, ISSN 0212-8632, N.º. 8, 1980, pags. 211-214.